# هاروكا تيروي
هاروكا تيروي (照井春佳 تيروي هاروكا) هي مؤدية أصوات يابانية ولدت في 7 مارس 1987 في محافظة إيواته.

## أدوارها في الأنمي

### مسلسلات أنمي تلفزيونية
- البطلة يونا يوكي - يونا يوكي
- آيدولماستر سندريلا جيرلز - موموكا ساكوراي
- أيكاتسو! - يو هاتوري
- كيوس دراغون: حرب التنين الأحمر - ميريل شيربيت
- غريمغار الرماد و الأوهام - شيهورو
- فانتازيستا دول - أمستردام، تشامبا, سبرينتر
- خطوبة المجهول - كوبيني يونوموري

## أدوارها في ألعاب الفيديو
- آيدولماستر سندريلا جيرلز - موموكا ساكوراي
- آيدولماستر سندريلا جيرلز: ستارلايت ستيج - موموكا ساكوراي
- كروالور سيغما - كاتيرينا
- غود إيتر 2 ريج برست - أورارا هوشينو
- البطلة يونا يوكي: ذكريات بحر الأشجار - يونا يوكي

## وصلات خارجية
- هاروكا تيروي على موقع IMDb (الإنجليزية)
- هاروكا تيروي على موقع ميوزك برينز (الإنجليزية)
- هاروكا تيروي على موقع ديسكوغز (الإنجليزية)
- هاروكا تيروي على موقع قاعدة بيانات الفيلم (الإنجليزية)